# Холл, Джеймс
Джеймс Холл (англ. James Hall Jr.; 1811—1898) — один из наиболее выдающихся из американских геологов и палеонтологов своего времени.
Первый президент Геологического общества Америки с 1889 года.

## Биография
С 1837 года состоял геологом штата Нью-Йорк, а с 1866 г., вместе с тем, директором Нью-Йоркского естественно-исторического музея. Вся его многолетняя научная деятельность, плодом которой явилось до 300 научных трудов, посвящена преимущественно изучению палеозойских отложений и заключающейся в них фауны беспозвоночных организмов в штате Нью-Йорк и прилежащих местностях.
Трудами Холла эти древние образования изучены крайне детально и параллелизованы с европейскими отложениями той же геологической эры, а фауна их обогащена многими новыми, крайне интересными родами и видами. Капитальный труд Холла «Palaeontology of New York» начал выходить в 1843 г. и был закончен лишь в 1898 г., после смерти автора.
В преклонном возрасте Джеймс Холл посетил Россию. В 1897 году он приехал в Санкт-Петербург для участия в VII сессии Международного геологического конгресса и специальной экскурсии по Уралу. Посетив при этом Миасские золотые россыпи, пегматиты Ильменских гор, Бакальские месторождения железа, золотые рудники в районе Челябинска.
Учёный скончался 7 августа 1898 года в Вифлееме, штат Нью-Гемпшир. Похоронен на сельском кладбище Олбани, Олбани, штат Нью-Йорк.